# 大江関
大江関（おおえのせき）は、山城国乙訓郡の大枝山（現在の京都市西京区大枝沓掛町）に設置された関所。大枝山関（おおえやまのせき）・大江山口関（おおえやまぐちせき）とも呼ばれた。
古代山陰道における山城国と丹波国の境界上にあり、宇治や淀、山崎、逢坂関などと並んで平安京と地方を結ぶ交通の要所であるとともに四堺の1つとして穢れや邪悪から平安京を防衛する最前線として関所が設置された。
承和の変や保元の乱などの変事や盗賊の襲撃に際して、検非違使や六衛府の役人がしばしばこの関を封鎖して警戒に当たった。
中世以後は山陰道を通過する商人や旅人からの関銭徴収に設置目的が移行するようになり、応永30年（1423年）に室町幕府が関銭額を定め、後にその徴収権を嵯峨天龍寺に与えて戦国時代まで継続している。
現在は関所の跡に石碑が設置されている。